# Курьково
Курько́во (рос. Курьково) — присілок у складі Дмитровського міського округу Московської області, Росія.

## Населення
Населення — 18 осіб (2010; 11 у 2002).
Національний склад (станом на 2002 рік):
- росіяни — 100 %